# 3-бета-гидроксистероиддегидрогеназа
3-бета-гидроксистероиддегидрогеназа — фермент человека, катализирующий образование прогестерона из прегненолона, 17-гидроксипрогестерона из 17-гидроксипрегненолона, и андростендиона из дегидроэпиандростерона. Это единственный фермент в цепочке надпочечникового стероидогенеза, не принадлежащий к суперсемейству цитохромов P450. У человека имеется два гена, кодирующих разные изоформы фермента: HSD3B1 и HSD3B2. Оба гена расположены на 1-й хромосоме.